# Wurzel-Jesse-Fenster (Gausson)

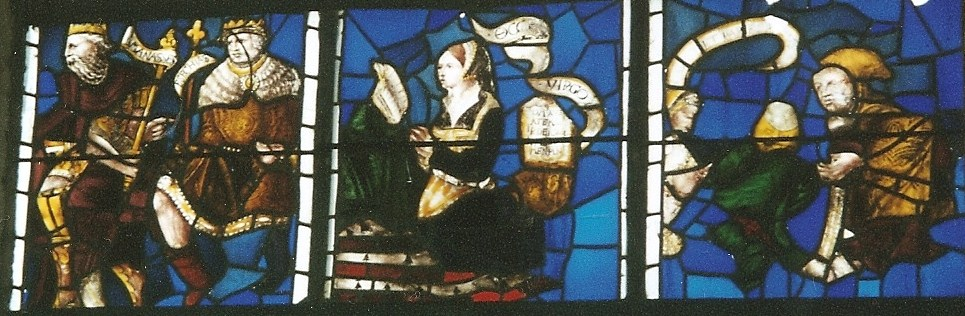
Fragment des Wurzel-Jesse-Fensters in Gausson

Das Wurzel-Jesse-Fenster in der katholischen Kapelle St-Nicolas in La Chapelle, einem Ortsteil der französischen Gemeinde Gausson im Département Côtes-d’Armor in der Region Bretagne, wurde im 16. Jahrhundert geschaffen. Das 1,20 Meter breite und 40 cm hohe Bleiglasfenster wurde 1974 als Monument historique in die Liste der geschützten Objekte (Base Palissy) in Frankreich aufgenommen.
Das zentrale Fenster im Chor wurde von einer unbekannten Werkstatt geschaffen. Von der Darstellung der  Wurzel Jesse ist nur noch ein Fragment erhalten: König Manasse und der Prophet Ezechiel. Die Frau des Stifters René de Boisboissel, Péronnelle de Plœuc (1520–1553), und das Wappen ist ebenfalls noch vorhanden.
Die Wurzel Jesse ist ein weit verbreitetes Bildmotiv der christlichen Kunst des Mittelalters und der frühen Neuzeit. Es wird der Stammbaum Christi in Gestalt eines Baumes dargestellt, der aus der Figur Jesses herauswächst. 

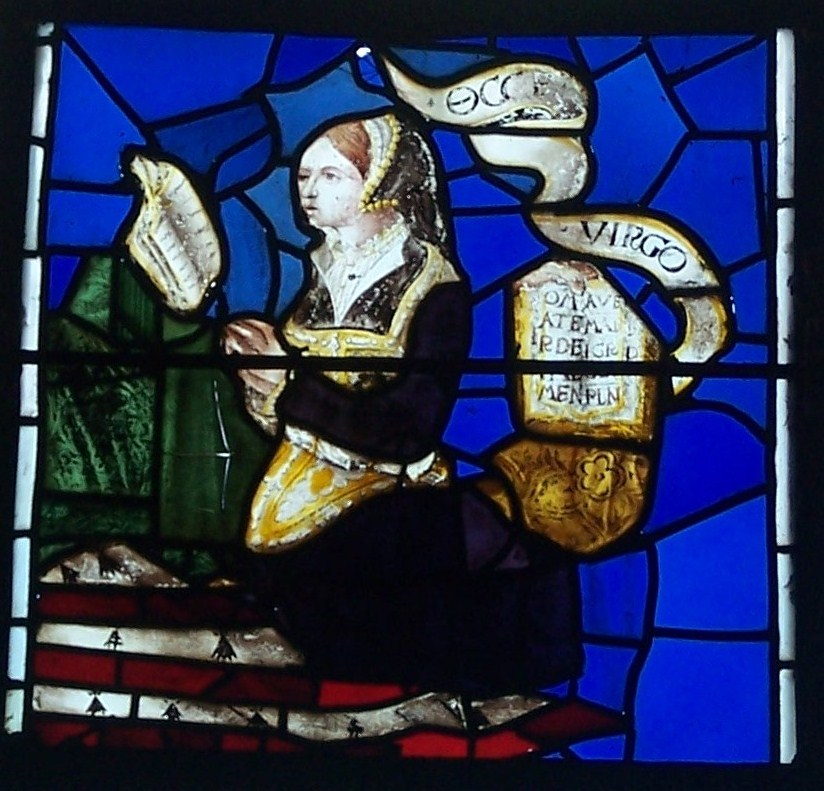
Péronnelle de Plœuc mit der Inschrift Ecce virgo (Ecce virgo concipiet et pariet filium... Seht, die Jungfrau wird empfangen und einen Sohn gebären.)
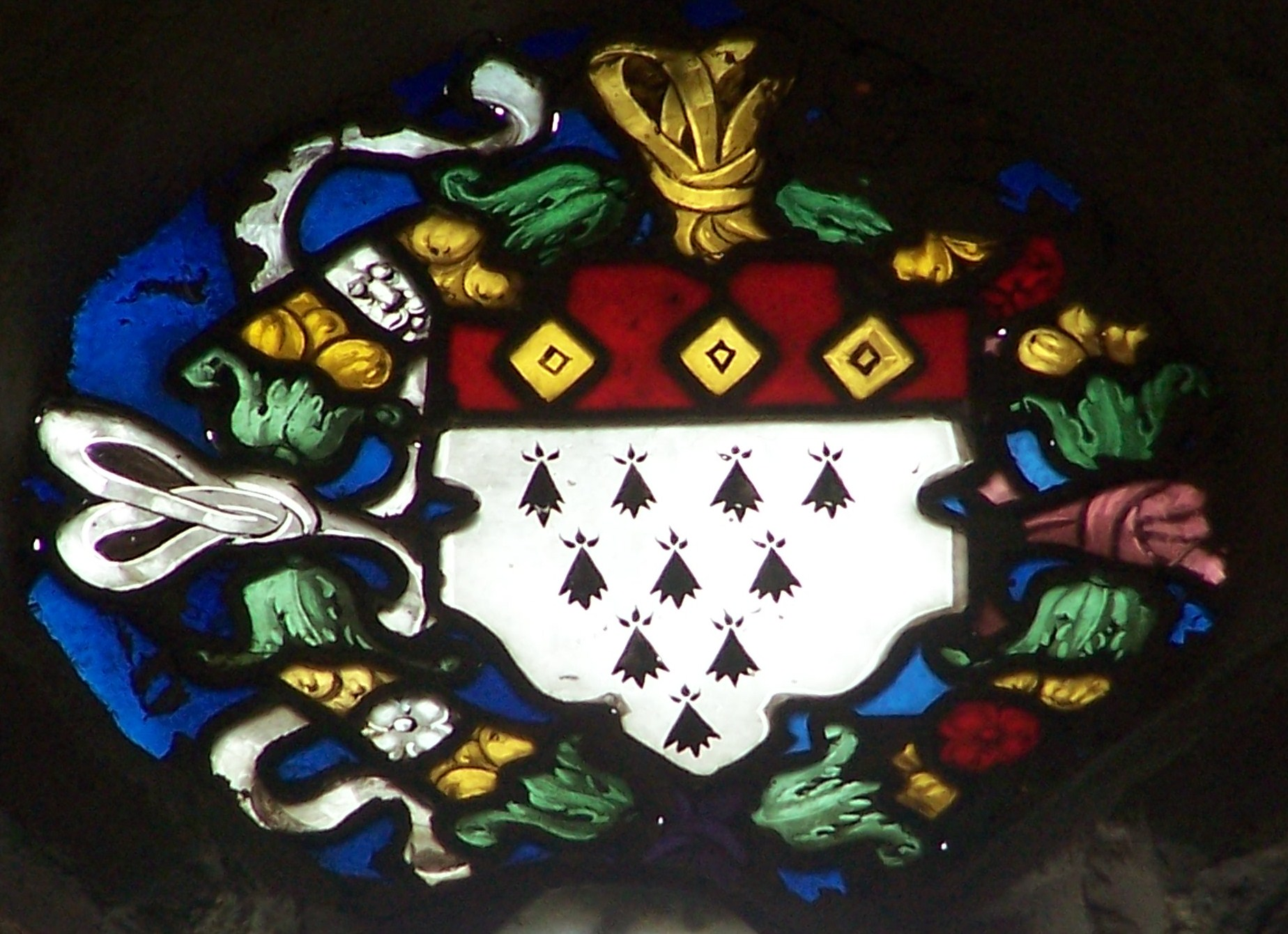
Wappen der Stifter